# Mont-Ormel
Mont-Ormel (mɔ̃.t‿ɔʁ.mɛlⓘ) es una población y comuna francesa, situada en la región de Baja Normandía, departamento de Orne, en el distrito de Argentan y cantón de Trun.

## Demografía
| 79 | 67 | 65 | 66 | 47 | 50 |
| Para los censos de 1962 a 1999 la población legal corresponde a la población sin duplicidades (Fuente: INSEE [Consultar]) |    |    |    |    |    |